# Ластри а Сиња
Ластри а Сиња (итал. Lastra a Signa) је насеље у Италији у округу Фиренца, региону Тоскана.
Према процени из 2011. у насељу је живело 11504 становника. Насеље се налази на надморској висини од 37 м.

## Становништво
| 1936.  | 1951.  | 1961.  | 1971.  | 1981.  | 1991.  | 2001.  | 2011.  |
| ------ | ------ | ------ | ------ | ------ | ------ | ------ | ------ |
| 13.228 | 13.433 | 14.528 | 17.068 | 17.023 | 17.416 | 17.938 | 18.960 |